# Sergej Belych
Sergej Belych (Russisch: Сергей Белых; 4 maart 1990) is een Russisch voormalig wielrenner.

## Overwinningen
2012
2e etappe Trofeo Joaquim Agostinho
Jongerenklassement Ronde van León
2014
2e etappe Ronde van Sétif
Eind- en puntenklassement Ronde van Constantine
Bergklassement Koers van de Olympische Solidariteit

## Ploegen
- 2010 –  Katjoesja Continental Team (tot 20-8)
- 2012 –  Lokosphinx
- 2013 –  Lokosphinx
- 2014 –  Team 21
- 2015 –  Itera-Katjoesja (vanaf 1-6)
- 2016 –  Lokosphinx (vanaf 22-7)

Belych · Garejsjin · Giliazov · Jakimov · Jegorov · Koegaevski · Mamykin · Mezjetsjev · Nemykin · Rozin · Ryabkin · Sjajmoeratnov · Stepanov · Tsjirkov · Zjoejkov · Zjoetsjkov · Loekonin (stagiair)
Belych · Borovik · Frolov · Ignatiev · Krivosjejev · Loekonin · Loetsenko · Mamykin · Nemykin · Nikolajev · Pokidov · Pomosjnikov · Razoemov · Rozin · A.Samochvalov · D.Samochvalov · Zjoejkov
Neoestrojev · Samolenkov · Sjilov · Sokolov · Strachov · A.Vdovin · S.Vdovin · Zjoeravlev